# Liste der denkmalgeschützten Objekte in Žlutice
Grundlage dieser Liste der denkmalgeschützten Objekte in Žlutice ist die ÚSKP-Liste (Ústřední seznam kulturních památek České republiky, deutsch Zentrale Liste der Kulturdenkmäler der Tschechischen Republik), die von der tschechischen Denkmalschutzbehörde NPÚ (Národní památkový ústav, deutsch Nationale Denkmalbehörde) seit 1987 geführt wird und an die seit dem Jahr 1850 geschaffenen Listen anschließt.

## Denkmalgeschützte Objekte in der Stadt Žlutice nach Ortsteilen

### Žlutice(Luditz)
| Lage                                                        | Objekt                                            | Beschreibung | ÚSKP-Nr.                  | Bild                                              |
| ----------------------------------------------------------- | ------------------------------------------------- | --- | ------------------------- | ------------------------------------------------- |
| Žlutice, Karlovarská 160 (Standort)                         | Zemědělský dvůr čp. 160                           | Bauernhof | 33002/4-1146 Info Katalog | weitere Bilder                                    |
| Žlutice (Standort)                                          | Bildstock                                         | Bildstock, an der Landstraße nördlich der Stadt, an der Gabelung der Straßen nach Ratiboř und Verušice | 34810/4-1156 Info Katalog | weitere Bilder                                    |
| Žlutice (Standort)                                          | Skulpturengruppe Pietà                            | Skulpturengruppe Pietà zwischen den Orten Kolešov und Vladořice. | 33929/4-4728 Info Katalog | BW                                                |
| Žlutice (Standort)                                          | Tor vom ehemaligen Schloss Žlutice                | Nur noch die Toranlage des zerstörten Schlosses Lusitz | 35710/4-1141 Info Katalog | Tor vom ehemaligen Schloss Žlutice                |
| Žlutice 97 (Standort)                                       | Pfarrhaus                                         | Pfarrhaus | 35541/4-1145 Info Katalog | Pfarrhaus                                         |
| Žlutice (Standort)                                          | Sühnekreuz                                        | Sühnekreuz V severní části města stojí na křižovatce skupina tří smírčích křížů, z Monumnetu ani MISu není zcela zřejmé, který z nich je památkově chráněn. | 46966/4-1155 Info Katalog | weitere Bilder                                    |
| Žlutice, náměstí (Standort)                                 | Säule mit Skulpturengruppe der hl. Dreifaltigkeit | Säule mit Skulpturengruppe der hl. Dreifaltigkeit | 25086/4-1149 Info Katalog | weitere Bilder                                    |
| Žlutice (Standort)                                          | Heilig-Kreuz-Kapelle                              | Heilig-Kreuz-Kapelle | 24044/4-1154 Info Katalog | weitere Bilder                                    |
| Žlutice (Standort)                                          | Kapelle des hl. Johannes von Nepomuk              | Kapelle des hl. Johannes von Nepomuk | 19288/4-1153 Info Katalog | weitere Bilder                                    |
| Žlutice (Standort)                                          | Säule mit Statue der hl. Elisabeth                | Säule mit Statue der hl. Elisabeth von Thüringen oder Statue der hl. Barbara. Die Statue stand ursprünglich am Haus Nr. 272 in der Chyšská-Straße, sie wurde später in das Museum Žlutice verlegt. Im Jahr 2017 rekonstruierte die Stadt Žlutice die Säule und die restaurierte Säule wurde auf dem Platz vor dem Museum in der Karlovarská-Straße 1 neu aufgestellt. | 18458/4-1152 Info Katalog | Säule mit Statue der hl. Elisabeth                |
| Žlutice, Žižkovo náměstí 1 (Standort)                       | Haus Nr. 1                                        | Bürgerhaus | 19898/4-1144 Info Katalog | Haus Nr. 1                                        |
| Žlutice, Karlovarská, am Abzweig Příkopy (Standort)         | Kapelle des hl. Sebastian                         | Kapelle des hl. Sebastian, in der Nähe der Bushaltestelle „Zlaté hrábe“ | 11235/4-5069 Info Katalog | weitere Bilder                                    |
| Žlutice, Karlovarská 299 (Standort)                         | Gedenktafel zum Paví-Stadttor am Haus Nr. 299     | Bürgerhaus, davon nur die Gedenktafel zum ehem. Paví-Stadttor | 11459/4-4972 Info Katalog | Gedenktafel zum Paví-Stadttor am Haus Nr. 299     |
| Hradební 42 (Standort)                                      | Gedenktafel zum Chiescher Stadttor am Haus Nr. 42 | Bürgerhaus, davon nur die Gedenktafel zum ehem. Chiescher Stadttor | 11460/4-4973 Info Katalog | Gedenktafel zum Chiescher Stadttor am Haus Nr. 42 |
| Žlutice (Standort)                                          | Kirche St. Peter und Paul                         | Kirche St. Peter und Paul | 17471/4-1142 Info Katalog | weitere Bilder                                    |
| Žlutice (Standort)                                          | Kunz-Bildstock (Kunzova muka)                     | Bildstock | 16076/4-1150 Info Katalog | weitere Bilder                                    |
| Žlutice, etwa 140 Parzellen in der Stadt Žlutice (Standort) | Unterirdische Kellerräume von Bürgerhäusern       | etwa 140 Bürgerhäuser auf dem Gebiet der Stadt Žlutice, davon nur die unterirdischen eingeschossigen und zweigeschossigen Kellerräume | 15967/4-4072 Info Katalog | BW                                                |
| Žlutice, Hradební 53 (Standort)                             | Haus Nr. 53                                       | Bürgerhaus | 13042/4-4942 Info Katalog | Haus Nr. 53                                       |
| Žlutice, Hradební 51 (Standort)                             | Haus Nr. 51                                       | Bürgerhaus | 13043/4-4941 Info Katalog | Haus Nr. 51                                       |
| Žlutice, Velké náměstí 142 (Standort)                       | Haus Nr. 142                                      | Bürgerhaus | 13044/4-4945 Info Katalog | Haus Nr. 142                                      |
| Žlutice, Velké náměstí 144 (Standort)                       | Rathaus Nr. 144                                   | Rathaus | 13045/4-4946 Info Katalog | Rathaus Nr. 144                                   |
| Žlutice, Velké náměstí 70 (Standort)                        | Haus Nr. 70                                       | Bürgerhaus | 13101/4-4944 Info Katalog | Haus Nr. 70                                       |
| Žlutice, Karlovarská 67 (Standort)                          | Haus Nr. 67                                       | Bürgerhaus | 13102/4-4943 Info Katalog | weitere Bilder                                    |
| Žlutice, Velké náměstí (Standort)                           | Brunnen                                           | Brunnen am Großen Platz | 13103/4-4939 Info Katalog | Brunnen                                           |
| Žlutice, Malé náměstí (Standort)                            | Brunnen                                           | Brunnen am Kleinen Platz | 13104/4-4940 Info Katalog | weitere Bilder                                    |

### Hradský Dvůr (Ratzkahof)
| Lage                                          | Objekt            | Beschreibung                                                                         | ÚSKP-Nr.                 | Bild           |
| --------------------------------------------- | ----------------- | ------------------------------------------------------------------------------------ | ------------------------ | -------------- |
| Žlutice, 0,7 km südlich von Žlutic (Standort) | Burganlage Nevděk | Burganlage Nevděk, Relikte und kleine Mauerwerksfragmente der ehemaligen Burg Nevděk | 22526/4-907 Info Katalog | weitere Bilder |

### Protivec (Protowitz)
| Lage                                      | Objekt     | Beschreibung                           | ÚSKP-Nr.                  | Bild           |
| ----------------------------------------- | ---------- | -------------------------------------- | ------------------------- | -------------- |
| Protivec, při silnici na Chyše (Standort) | Sühnekreuz |                                        | 10947/4-4963 Info Katalog | Sühnekreuz     |
| Protivec, pod Vladařem (Standort)         | Sühnekreuz | Sühnekreuz, unterhalb des Bergs Vladař | 10948/4-4954 Info Katalog | weitere Bilder |

### Skoky (Mariastock)
| Lage             | Objekt                   | Beschreibung             | ÚSKP-Nr.                  | Bild           |
| ---------------- | ------------------------ | ------------------------ | ------------------------- | -------------- |
| Skoky (Standort) | Kirche Mariä Heimsuchung | Kirche Mariä Heimsuchung | 23046/4-1027 Info Katalog | weitere Bilder |

### Verušice(Groß Werscheditz)
| Lage                | Objekt                                  | Beschreibung                            | ÚSKP-Nr.                  | Bild           |
| ------------------- | --------------------------------------- | --------------------------------------- | ------------------------- | -------------- |
| Verušice (Standort) | Skulpturengruppe der hl. Dreifaltigkeit | Skulpturengruppe der hl. Dreifaltigkeit | 12436/4-4879 Info Katalog | weitere Bilder |
| Verušice (Standort) | Kapelle                                 | Kapelle Verušice                        | 34196/4-1127 Info Katalog | weitere Bilder |
| Verušice (Standort) | Kirche des hl. Nikolaus                 | Kirche des hl. Nikolaus                 | 41320/4-1126 Info Katalog | weitere Bilder |

### Vladořice (Wladar)
| Lage                                           | Objekt                              | Beschreibung                        | ÚSKP-Nr.                  | Bild                                |
| ---------------------------------------------- | ----------------------------------- | ----------------------------------- | ------------------------- | ----------------------------------- |
| Vladořice (Standort)                           | Skulpturengruppe Pietà              | Skulpturengruppe Pietà              | 17151/4-1131 Info Katalog | weitere Bilder                      |
| Vladořice, am Weg, südlich des Orts (Standort) | Statue des hl. Johannes von Nepomuk | Statue des hl. Johannes von Nepomuk | 105403 Info Katalog       | Statue des hl. Johannes von Nepomuk |
| Vladořice 6 (Standort)                         | Bauernhaus Nr. 6                    | Bauerngehöft                        | 42269/4-1130 Info Katalog | Bauernhaus Nr. 6                    |

### Záhořice (Sahor)
| Lage                              | Objekt                                            | Beschreibung                                               | ÚSKP-Nr.                  | Bild                              |
| --------------------------------- | ------------------------------------------------- | ---------------------------------------------------------- | ------------------------- | --------------------------------- |
| Záhořice, Stolová hora (Standort) | Oppidum Vladař Burgstall Vladař (Hradiště Vladař) | Ehem. Wallburg und Siedlung Vladař - archäologische Spuren | 29601/4-1129 Info Katalog | weitere Bilder                    |
| Záhořice (Standort)               | Denkmal des Jan Žižka von Trocnov                 | Denkmal Jan Žižka von Trocnov                              | 42004/4-912 Info Katalog  | Denkmal des Jan Žižka von Trocnov |